# Sauber C36
Der Sauber C36 ist der Formel-1-Rennwagen von Sauber Motorsport für die Formel-1-Weltmeisterschaft 2017. Er ist der 25. Formel-1-Wagen des Teams und wurde am 20. Februar 2017 in einer Pressemitteilung des Teams präsentiert.
Die Bezeichnung des Wagens setzt sich, wie bei allen Fahrzeugen von Sauber, aus dem C für Christiane, der Ehefrau von Teamgründer Peter Sauber, gefolgt von einer fortlaufenden Nummer, zusammen.

## Technik und Entwicklung
Wie alle Formel-1-Fahrzeuge des Jahres 2017 ist der C36 ein hinterradangetriebener Monoposto mit einem Monocoque aus kohlenstofffaserverstärktem Kunststoff (CFK). Außer dem Monocoque bestehen weitere Teile des Fahrzeugs, darunter Karosserieteile und das Lenkrad aus CFK. Auch die Bremsscheiben sind aus einem mit Kohlenstofffasern verstärkten Verbundwerkstoff.
Der C36 ist das Nachfolgemodell des C35. Da sich das technische Reglement zur Saison 2017 stark änderte, ist das Fahrzeug größtenteils neu entwickelt. Um hierfür Ressourcen zur Verfügung zu haben, wurde die Weiterentwicklung des Vorgängermodells frühzeitig eingestellt.
Mit einer Gesamtbreite von 2000 mm und einer Breite zwischen Vorder- und Hinterachse von 1600 mm ist das Fahrzeug jeweils 200 mm breiter als das Vorgängermodell. Die Höhe ist mit 950 mm unverändert. Komplett neu sind Frontflügel, der statt 1650 mm nun 1800 mm breit ist, Heckflügel, dessen Breite sich von 750 mm auf 950 mm und dessen Höhe sich von 950 mm auf 800 mm ändert und der Diffusor, der nun eine insgesamt 175 mm statt 125 mm hoch und mit 1050 mm 50 mm breiter ist. Um die Luftführung zum Heckflügel zu verbessern, hat der Wagen eine auffällige Finne an der Motorabdeckung.
Angetrieben wird der C36 vom Ferrari 061, der in Fahrzeugmitte montiert ist, einem 1,6-Liter-V6-Motor von Ferrari mit einem Turbolader sowie einem 120 kW starken Elektromotor, es ist also ein Hybridelektrokraftfahrzeug. Als einziges Fahrzeug der Formel-1-Weltmeisterschaft 2017 wird der C36 von einem Motor angetrieben, der technisch auf dem Stand der Vorsaison ist. Das Team begründete dies damit, dass den Ingenieuren bei der frühzeitig begonnenen Entwicklung des C36 nur für den Motor des Vorjahres verlässliche Werte vorgelegen hätten, was Abmessungen, Installation, Kühlbedarf und Hitzefelder des Motors anging.
Das sequentielle Getriebe des Wagens von Ferrari hat acht Gänge. Der Gangwechsel wird über Schaltwippen am Lenkrad ausgelöst. Das Fahrzeug hat nur zwei Pedale, ein Gaspedal (rechts) und ein Bremspedal (links). Genau wie viele andere Funktionen wird die Kupplung, die nur beim Anfahren aus dem Stand verwendet wird, über einen Hebel am Lenkrad bedient.
Anders als das Vorgängermodell, ist der C36 mit 305 mm breiten Vorderreifen und mit 405 mm breiten Hinterreifen des Einheitslieferanten Pirelli ausgestattet, die auf 13-Zoll-Rädern von OZ Racing montiert sind. Damit sind die Reifen an der Vorderachse 60 mm und an der Hinterachse 80 mm breiter als in der Vorsaison. Dies erforderte auch die Entwicklung von neuen Radaufhängungen beim C36. Die Bremsscheiben sind aus mit Kohlenstofffasern verstärkter Siliziumkarbidkeramik.
Der C36 hat, wie alle Formel-1-Fahrzeuge seit 2011, ein Drag Reduction System (DRS), das durch Flachstellen eines Teils des Heckflügels den Luftwiderstand des Fahrzeugs auf den Geraden verringert, wenn es eingesetzt werden darf. Auch das DRS wird mit einem Schalter am Lenkrad des Wagens aktiviert.

## Lackierung und Sponsoring
Der C36 ist überwiegend in Blau lackiert, zusätzlich gibt es goldene Farbakzente. Große Teile der Seitenkästen, der seitliche Bereich des Monocoques und Teile des Heckflügels sind weiß lackiert.
Es werben CNBC, Edox, Pirelli und Silanna auf dem Fahrzeug, jedoch ausschließlich mit kleinen Schriftzügen; große Teile des Wagens, darunter die weißen Flächen, sind komplett unbeschriftet. Zusätzlich sind auf dem Heckflügel Aufkleber der Schweiz sowie auf der Motorabdeckung und vor dem Cockpit goldene 25 years-Schriftzüge anlässlich der 25. Saison des Sauber-Rennstalls in der Formel-1-Weltmeisterschaft vorhanden.

## Fahrer
Sauber tritt in der Saison 2017 mit den Fahrern Marcus Ericsson und Pascal Wehrlein an. Ericsson bestreitet bereits seine dritte Saison für das Team, Wehrlein wechselt vom insolventen Manor-Team zu Sauber.
Da sich Wehrlein vor der Saison bei einem Unfall beim Race of Champions eine Rückenverletzung zuzog, bestritt statt seiner Antonio Giovinazzi die ersten beiden Saisonrennen.

## Ergebnisse
| Fahrer                          | Nr.                             | 1   | 2   | 3   | 4  | 5  | 6   | 7  | 8  | 9  | 10 | 11 | 12  | 13  | 14  | 15 | 16  | 17  | 18  | 19 | 20 | Punkte | Rang |
| ------------------------------- | ------------------------------- | --- | --- | --- | -- | -- | --- | -- | -- | -- | -- | -- | --- | --- | --- | -- | --- | --- | --- | -- | -- | ------ | ---- |
| Formel-1-Weltmeisterschaft 2017 | Formel-1-Weltmeisterschaft 2017 |     |     |     |    |    |     |    |    |    |    |    |     |     |     |    |     |     |     |    |    | 5      | 10.  |
| M. Ericsson                     | 09                              | DNF | 15  | DNF | 15 | 11 | DNF | 13 | 11 | 15 | 14 | 16 | 16  | 18* | DNF | 18 | DNF | 15  | DNF | 13 | 17 | 5      | 10.  |
| A. Giovinazzi                   | 36                              | 12  | DNF |     |    |    |     |    |    |    |    |    |     |     |     |    |     |     |     |    |    | 5      | 10.  |
| C. Leclerc                      | 37                              |     |     |     |    |    |     |    |    |    |    |    |     |     |     | PO |     | PO  | PO  | PO |    | 5      | 10.  |
| P. Wehrlein                     | 94                              | PO  | INJ | 11  | 16 | 8  | DNF | 15 | 10 | 14 | 17 | 15 | DNF | 16  | 12  | 17 | 15  | DNF | 14  | 14 | 14 | 5      | 10.  |

| Legende  | Legende            | Legende                                                          |
| Farbe    | Abkürzung          | Bedeutung                                                        |
| -------- | ------------------ | ---------------------------------------------------------------- |
| Gold     | –                  | Sieg                                                             |
| Silber   | –                  | 2. Platz                                                         |
| Bronze   | –                  | 3. Platz                                                         |
| Grün     | –                  | Platzierung in den Punkten                                       |
| Blau     | –                  | Klassifiziert außerhalb der Punkteränge                          |
| Violett  | DNF                | Rennen nicht beendet (did not finish)                            |
| Violett  | NC                 | nicht klassifiziert (not classified)                             |
| Rot      | DNQ                | nicht qualifiziert (did not qualify)                             |
| Rot      | DNPQ               | in Vorqualifikation gescheitert (did not pre-qualify)            |
| Schwarz  | DSQ                | disqualifiziert (disqualified)                                   |
| Weiß     | DNS                | nicht am Start (did not start)                                   |
| Weiß     | WD                 | zurückgezogen (withdrawn)                                        |
| Hellblau | PO                 | nur am Training teilgenommen (practiced only)                    |
| Hellblau | TD                 | Freitags-Testfahrer (test driver)                                |
| ohne     | DNP                | nicht am Training teilgenommen (did not practice)                |
| ohne     | INJ                | verletzt oder krank (injured)                                    |
| ohne     | EX                 | ausgeschlossen (excluded)                                        |
| ohne     | DNA                | nicht erschienen (did not arrive)                                |
| ohne     | C                  | Rennen abgesagt (cancelled)                                      |
| ohne     | keine WM-Teilnahme |                                                                  |
| sonstige | P/fett             | Pole-Position                                                    |
| sonstige | 1/2/3/4/5/6/7/8    | Punktplatzierung im Sprint-/Qualifikationsrennen                 |
| sonstige | SR/kursiv          | Schnellste Rennrunde                                             |
| sonstige | *                  | nicht im Ziel, aufgrund der zurückgelegten Distanz aber gewertet |
| sonstige | ()                 | Streichresultate                                                 |
| sonstige | unterstrichen      | Führender in der Gesamtwertung                                   |